# Jean-Joseph Rabearivelo
Jean-Joseph Rabearivelo (Antananarivo, Madagascar; 4 de marzo de 1901 - Antananarivo, Madagascar; 22 de junio de 1937), fue un poeta malgache que escribió en malgache y en francés, considerado el padre de la literatura malgache contemporánea.

## Biografía
Jean-Joseph Rabearivelo nace el 4 de marzo de 1901 en Antananarivo, capital de Madagascar, hijo de familia noble venida a menos. A la edad de 13 años es expulsado de un colegio de jesuitas, tras lo cual pasó toda su vida intentando encontrar un oficio que le permitiera vivir desahogadamente. El último que tuvo antes de morir era el de corrector de imprenta. Hacia 1920 conoce a Pierre Gamo, quien le hace conocer la literatura francesa por la cual sentiría después una gran admiración. Esto provoca que sus primeros poemas tengan una notable influencia de esta literatura.
Su obra muestra afinidades con los poetas simbolistas y surrealistas, aunque manteniéndose arraigado en la geografía y vida folclórica de Madagascar. Si bien absorbió las aspiraciones colonialistas francesas de ser francés y malgache al mismo tiempo, le fue negada la oportunidad de vivir y escribir en París. Tras haber sido negada esta aspiración Jean-Joseph Rabearivelo se suicida el 22 de junio de 1937.
Es además un gran conocedor de la obra gongorina, poeta que traduce al malgache. Su hispanofilia le lleva a componer en 1935 el poemario Vientos de la mañana, que se encuentra extraviado pero del que se tienen referencias a través de investigaciones realizadas por el investigador africanista Guillermo Pié Jahn. Este poemario es la primera creación hispanoafricana, adelantándose en veinte años a la novela de Leoncio Evita Enoy Cuando los combes luchaban.

## Obras
- La coupe de cendres (1924)
- Sylves (1927)
- Volumes (1928)
- Enfants d'Orphée (1931)
- Presque songes (traducción del hova, 1934); Casi sueños , traducción de Xoán Abeleira, Poesía Hiperión, Madrid, 2000.
- Traduit de la Nuit (Túnez, 1935); Traducido de la noche , traducción de Xoán Abeleira, Poesía Hiperión, Madrid, 2000.
- Vientos de la mañana (1935)
- Imaitsoanala, fille d'oiseau (1935)
- Chants pour Abéone (1936)
- Vieilles chansons des pays D'Imerina (1939).